# Amok o el boig de Malàisia
Amok o el boig de Malàisia és una obra de Stefan Zweig publicada en 1922 i traduïda al català. Ha estat adaptada al cinema.

## Argument
Durant un viatge en vaixell, el narrador coneix un metge que li explica la seva història. Aïllat en un llogarret d'Indonèsia, se sent solitari i deprimit fins que apareix una dona blanca, de qui s'enamora. Ella vol avortar en secret i ell afirma que practicarà la intervenció si accedeix a mantenir relacions sexuals amb ell. La dona s'hi nega i acudeix a un sanador local, que no aconsegueix fer l'operació amb èxit. Abans de morir, ella li fa prometre al metge que amagarà la causa de la defunció per evitar l'escàndol. El metge ho promet i abandona el llogarret ple de remordiments, amb el taüt de la dona. El narrador ofereix ajuda però l'home la rebutja. Posteriorment s'assabenta d'un suposat accident on el metge ha enfonsat el taüt i s'hi ha llançat per amagar qualsevol rastre del passat.

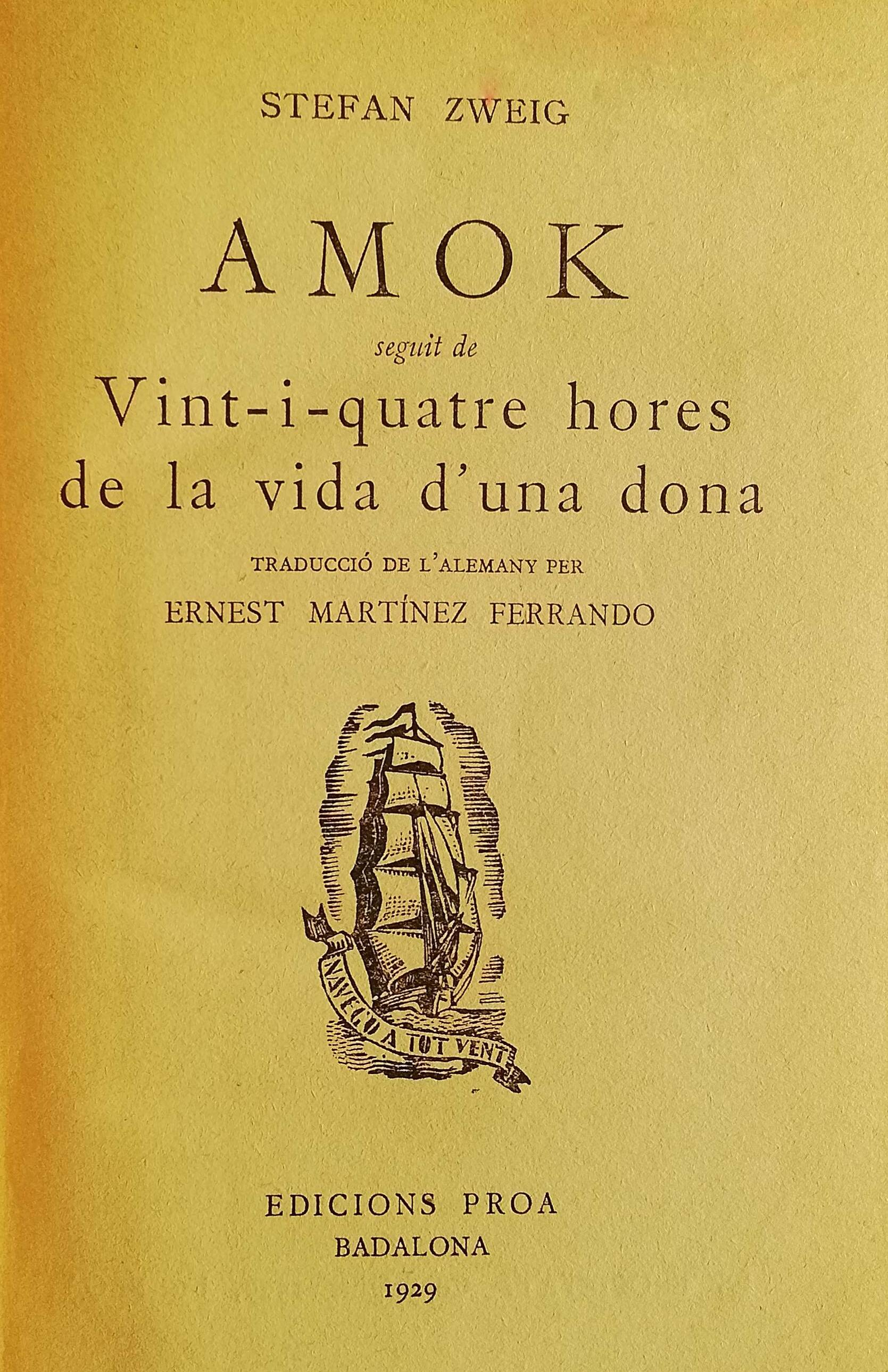
Amok (i també, Vint-i-quatre hores de la vida d'una dona) en la traducció catalana publicada a Badalona l'any 1929 dins la col·lecció A Tot Vent

## Anàlisi
La novel·la reprèn diversos temes recurrents de Zweig: l'exploració dels trastorns mentals fruit de la passió (el metge se suïcida després de no poder aconseguir la dona i precipitar de manera indirecta la seva mort), la psicoanàlisi, la lluita entre el sentiment i la moral i la figura d'un mascle seductor que causa la desgràcia de la dona amb qui es relaciona. L'exploració de les emocions (la por a ser descobert, el remordiment, la ràbia de l'amor no correspost, la vergonya, la solitud) és l'eix central del llibre. L'amok del títol fa referència a la manca de control del metge.